# Norbert Nicoll
Pour les articles homonymes, voir Nicoll.
Norbert Nicoll, né en 1981 à Eupen (province de Liège), est un politologue et économiste belge germanophone, connu pour sa promotion de la décroissance et sa critique du néolibéralisme.

## Biographie
Nicoll étudie les sciences politiques, l'économie et l'histoire sociale. Son mémoire de maîtrise porte sur la branche allemande de l'organisation non gouvernementale Attac. En 2008, il obtient un doctorat de sciences politiques à l'École supérieure polytechnique de Rhénanie-Westphalie à Aix-la-Chapelle grâce à une thèse sur les travaux et le fonctionnement de l'organisation patronale allemande Initiative Neue Soziale Marktwirtschaft (en).
Chargé de cours à l'université de Duisbourg et Essen, Nicoll enseigne également l'histoire-géographie en cycle secondaire.
Il est proche de l'ONG Attac.

## Opinions
Dans ses écrits, Nicoll aborde des thèmes de politique médiatique, économique et extérieure. Il s'oppose au néolibéralisme dans sa thèse de doctorat et dans plusieurs de ses ouvrages.
Dans deux de ses ouvrages parus en 2011 et 2016, Nicoll défend l'idée de décroissance. Selon lui, l'humanité suivrait actuellement un modèle visant à répondre à tous les problèmes par une logique d'expansion : « Lorsque le pétrole manque, on creuse plus profond. Lorsqu'une forêt est déboisée, on passe à la suivante. Lorsqu'un champ n'est plus assez rentable, on applique davantage d'engrais chimiques. Lorsque les stocks de poissons diminuent, on navigue plus loin. » Il plaide pour une économie post-croissance et pour une stratégie de la sobriété afin d'éviter une « rupture civilisationnelle »,. Selon lui, le changement devrait être impulsé par la société elle-même, car « il n'y a pas de problème de connaissance, mais un problème de gestion ».

## Accueil critique
Dans une critique, le pédagogue Georg Auernheimer (de) affirme que l'ouvrage Adieu, Wachstum! de Norbert Nicoll répond à tous les critères pour être considéré, dans le futur, comme faisant autorité dans l'étude des limites de la croissance économique. 

## Ouvrages
- (de) Attac Deutschland. Kritik, Stand und Perspektiven, Marbourg, Tectum, 2005, 156 p. (ISBN 978-3-8288-8819-7).
- (de) „Die ökonomische Rationalität in die Öffentlichkeit tragen“ : zur Arbeit und Wirkungsweise der Initiative Neue Soziale Marktwirtschaft, Marbourg, Tectum, 2008, 287 p. (ISBN 978-3-8288-9820-2)
- (de) Neoliberalismus : Hinter- und Abgründe einer politischen Zivilreligion, Münster, Monsenstein und Vannerdat, 2009, 134 p. (ISBN 978-3-86582-919-1).
- (de) Hat die Zukunft eine Wirtschaft? : das Ende des Wachstums und die kommenden Krisen, Münster, Unrast, 2011, 177 p. (ISBN 978-3-89771-512-7).
- (de) Neoliberalismus : Ungleichheit als Programm, Münster, Unrast, 2013, 158 p. (ISBN 978-3-89771-534-9 et 3-89771-534-1).
- (de) Adieu, Wachstum! Das Ende einer Erfolgsgeschichte, Marbourg, Tectum, 2016, 360 p. (ISBN 978-3-8288-3736-2).